# Klosterstraße (Stralsund)

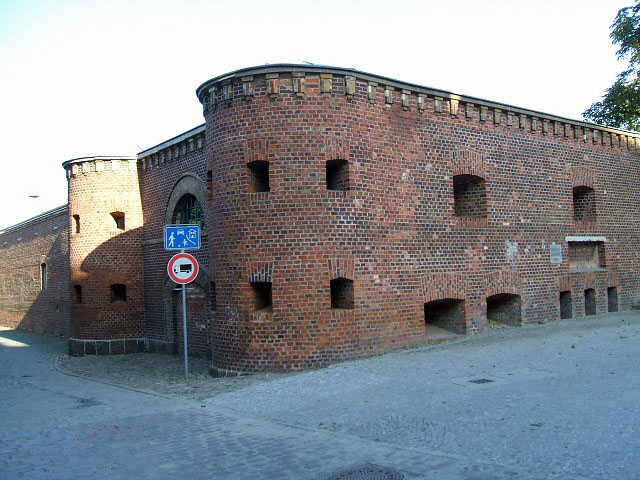
Blick in die Klosterstraße in Stralsund (2006)

Die Klosterstraße im Stadtgebiet Altstadt in Stralsund verbindet den Frankendamm mit der Straße Am Langenwall. Sie gehört zum Randgebiet des UNESCO-Welterbes Historische Altstädte Stralsund und Wismar.
Die Straße erhielt ihren Namen nach dem nahen Heilgeisthospital, welches auch Heilgeistkloster genannt wurde.
Eines der Gebäude in der Straße steht unter Denkmalschutz (siehe auch Liste der Baudenkmale in Stralsund), nämlich das Franken-Kronwerk.